# Gaan-Ngai
Gaan-Ngai también conocido como "Chakan Gaan-Ngai"" es un festival del pueblo Zeliangrong de Assam, Manipur y Nagaland.
Este festival también se describe como un festival de año nuevo, ya que marca el final del año y el comienzo del nuevo año. También es un festival post cosecha. El festival comienza el 13º día del mes de Wakching de Manipur cada año, de diciembre a enero. Esto fue arreglado en 1947 por la Asociación Kabui Naga, ahora Unión Zeliangrong. Gaan-Ngai también ha sido reconocido como el Festival de Turismo de la India por el Gobierno de la India.